# Henri Lambotte
Henri Lambotte, né à Couvin le 10 décembre 1910 et mort le 19 janvier 2000, est un homme politique belge.

## Fonctions et mandats
- Membre de la Chambre des représentants de Belgique : 1939-1958

## Publications
- Synthèse de la répression, in: Revue générale de Belgique, 1947.

## Sources
- Paul VAN MOLLE, Het Belgisch Parlement, 1894-1972, Antwerpen, 1972.

- Ressource relative à plusieurs domaines :   - ODIS